# Szanta (roślina)

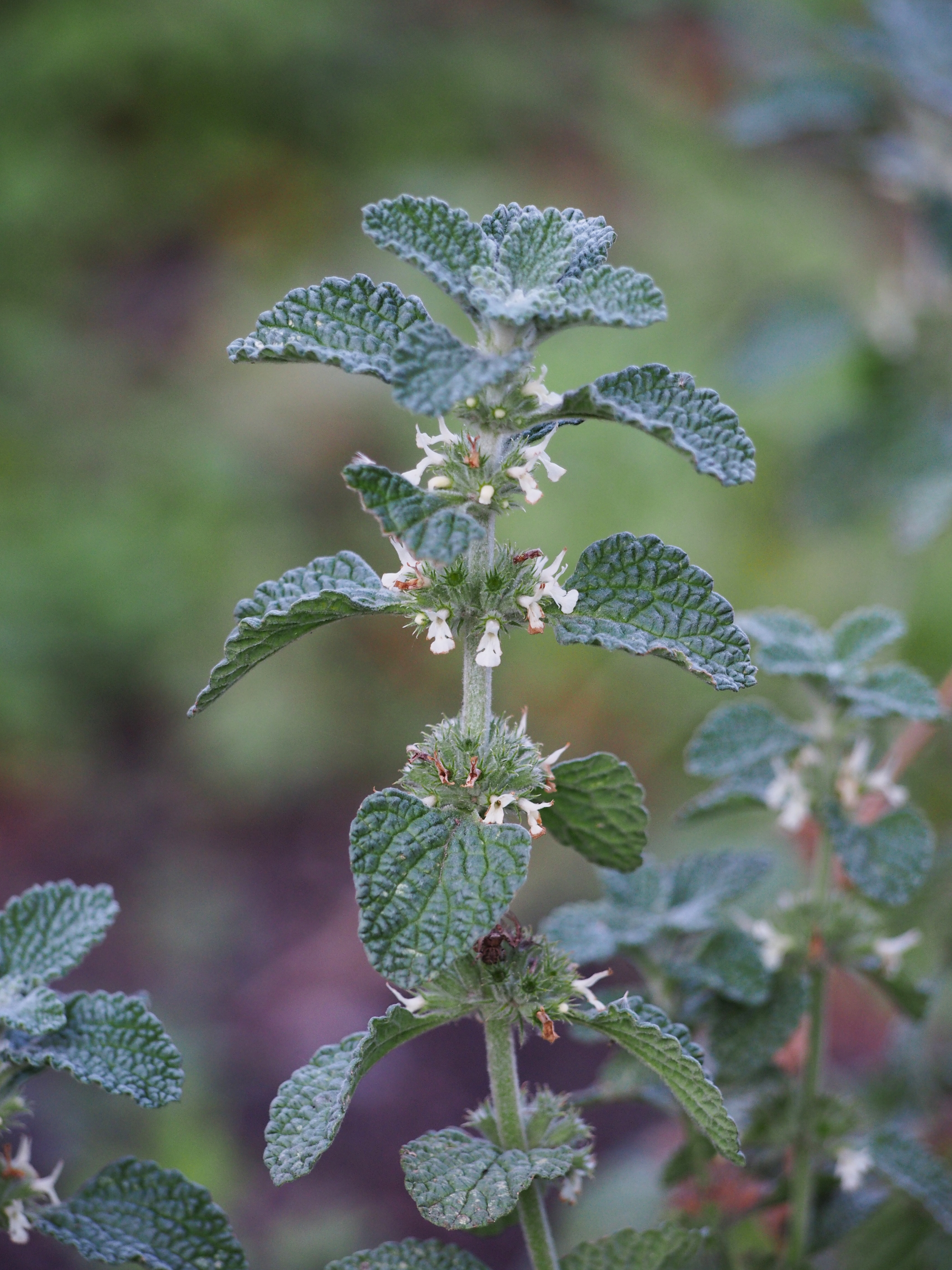
Szanta zwyczajna

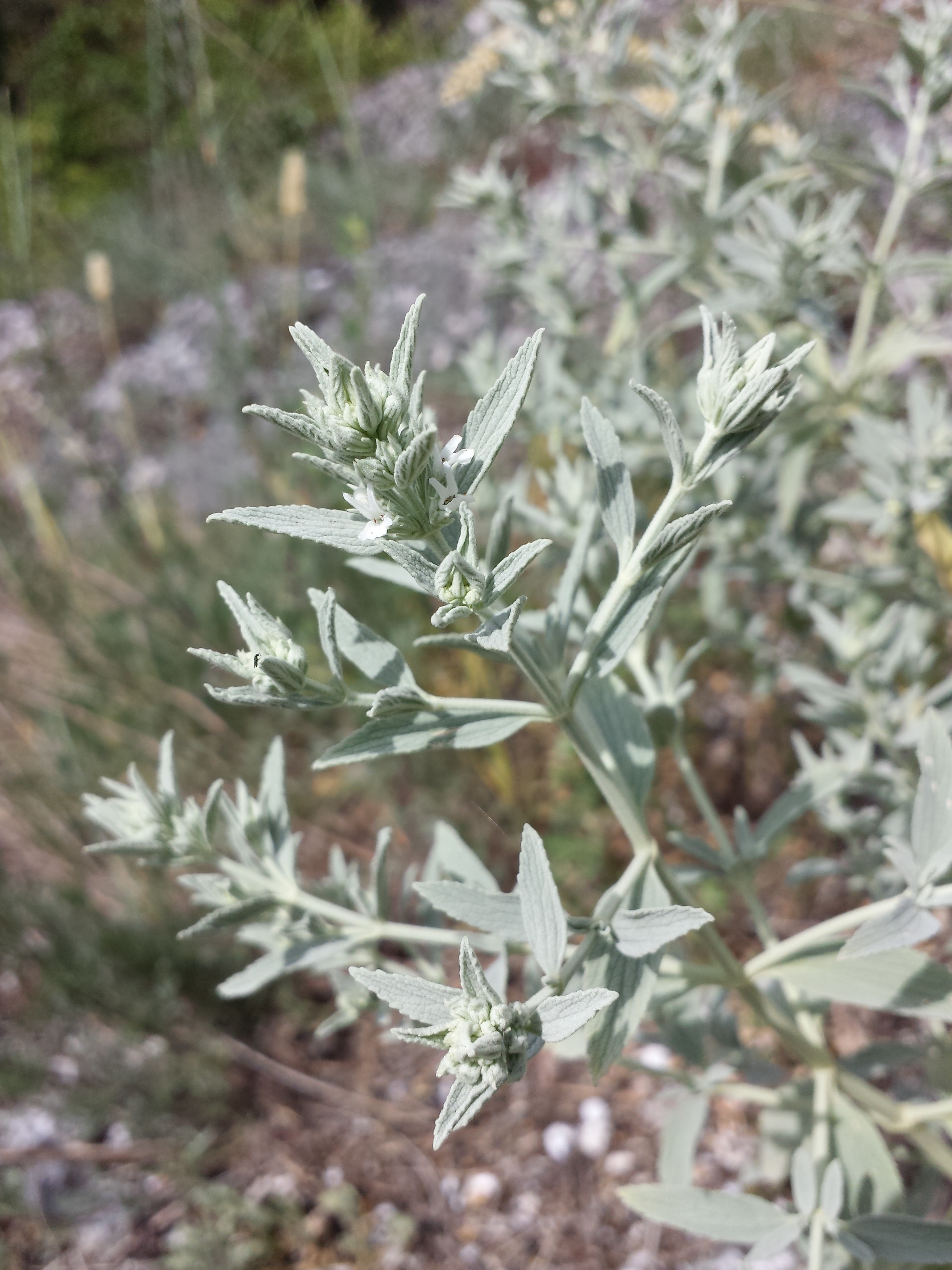
Szanta obca

Szanta (Marrubium L.) – rodzaj bylin z rodziny jasnotowatych. Obejmuje ok. 40 gatunków (The Plant List wymienia 49 gatunków zweryfikowanych). Rośliny te występują na wyspach Makaronezji, w basenie Morza Śródziemnego oraz w Azji sięgając do jej centralnej części. Najbardziej zróżnicowane są w Turcji, gdzie rośnie ich 18 gatunków. W Polsce antropofitem zadomowionym jest szanta zwyczajna M. vulgare, przejściowo dziczeje (jako efemerofit) także szanta obca M. peregrinum. Na ogół są to rośliny spotykane w miejscach suchych, skalistych, w zbiorowiskach zaroślowych. 
Niektóre gatunki są uprawiane jako rośliny ozdobne, niektóre mają własności lecznicze. Szeroko stosowana jako roślina lecznicza była zwłaszcza szanta zwyczajna, stosowana także do aromatyzowania słodyczy i likierów.
Nazwa łacińska rodzaju wywodzi się od hebrajskiego słowa marob oznaczającego gorzki sok. Dawniej bowiem rośliny tego rodzaju były przez Żydów spożywane w czasie święta Pesach.

## Morfologia
PokrójByliny i rośliny jednoroczne osiągające do 70 cm wysokości. Łodyga prosto wzniesiona, o kwadratowym przekroju.
LiścieNaprzemianległe, pojedyncze, jajowate, gęsto owłosione, ze słabo widocznym nerwacją.
KwiatyDrobne, zebrane w licznokwiatowe okółki. Kielich niewielki, z 10 wystającymi żyłkami przewodzącymi, zakończony 5, 10 lub 30 ząbkami. Korona zrosłopłatkowa, fioletowa do białej, kremowa lub żółtawa. Płatki tworzą rurkę zakończoną dwiema wargami, górną wyprostowaną i rozciętą oraz dolną trójłatkową. Pręciki cztery, w dwóch parach, schowane w rurce korony. Zalążnia złożona z dwóch owocolistków, dwukomorowa, w każdej komorze z dwoma zalążkami. Szyjka słupka pojedyncza, cienka.
OwoceCzterodzielne rozłupnie, rozpadające się na cztery pojedyncze, gładkie rozłupki.

## Systematyka
Pozycja systematyczna
Rodzaj z plemienia Marrubieae z podrodziny Lamioideae z rodziny jasnotowatych (Lamiaceae Lindl.). 
Wykaz gatunków
- Marrubium alyssoides Pomel
- Marrubium alysson L.
- Marrubium anisodon K.Koch
- Marrubium aschersonii Magnus
- Marrubium astracanicum Jacq.
- Marrubium atlanticum Batt.
- Marrubium ayardii Maire
- Marrubium × bastetanum Coincy
- Marrubium bourgaei Boiss.
- Marrubium catariifolium Desr.
- Marrubium cephalanthum Boiss. & Noë
- Marrubium cordatum Nábelek
- Marrubium crassidens Boiss.
- Marrubium cuneatum Banks & Sol.
- Marrubium cylleneum Boiss. & Heldr.
- Marrubium depauperatum Boiss. & Balansa
- Marrubium duabense Murata
- Marrubium echinatum Ball
- Marrubium eriocephalum Seybold
- Marrubium fontianum Maire
- Marrubium friwaldskyanum Boiss.
- Marrubium glechomifolium Freyn & Conrath
- Marrubium globosum Montbret & Aucher ex Benth.
- Marrubium heterocladum Emb. & Maire
- Marrubium heterodon (Benth.) Boiss. & Balansa
- Marrubium hierapolitanum Mouterde
- Marrubium incanum Desr. – szanta siwa
- Marrubium leonuroides Desr.
- Marrubium litardierei Marmey
- Marrubium lutescens Boiss. & Heldr.
- Marrubium multibracteatum Humbert & Maire
- Marrubium × paniculatum Desr.
- Marrubium parviflorum Fisch. & C.A.Mey.
- Marrubium peregrinum L. – szanta obca
- Marrubium persicum C.A.Mey.
- Marrubium pestalozzae Boiss.
- Marrubium plumosum C.A.Mey.
- Marrubium procerum Bunge
- Marrubium propinquum Fisch. & C.A.Mey.
- Marrubium rotundifolium Boiss.
- Marrubium supinum L. – szanta odgięta
- Marrubium thessalum Boiss. & Heldr.
- Marrubium trachyticum Boiss.
- Marrubium vanense Hub.-Mor.
- Marrubium velutinum Sm.
- Marrubium vulcanicum Hub.-Mor.
- Marrubium vulgare L. – szanta zwyczajna
- Marrubium werneri Maire
- Marrubium womnowii Popov